# Corinnidae
Los corínidos (Corinnidae) son una familia de arañas araneomorfas cuya historia taxonómica es muy confusa. Actualmente dicha familia contiene 75 género y unas 900 especies repartidas por todo el mundo.

## Taxonomía
La clasificación en subfamilias sigue la de Joel Hallan.
- Castianerinae

- Aetius O. P.-Cambridge, 1896
- Apochinomma Pavesi, 1881
- Cambalida Simon, 1910
- Castanilla Caporiacco, 1936
- Castianeira Keyserling, 1879
- Castoponera Deeleman-Reinhold, 2001
- Coenoptychus Simon, 1885
- Copa Simon, 1885
- Corinnomma Karsch, 1880
- Echinax Deeleman-Reinhold, 2001
- Graptartia Simon, 1896
- Humua Ono, 1987
- Mazax O. P.-Cambridge, 1898
- Medmassa Simon, 1887
- Merenius Simon, 1910
- Messapus Simon, 1898
- Myrmecium Latreille, 1824
- Myrmecotypus O. P.-Cambridge, 1894
- Poecilipta Simon, 1896
- Pranburia Deeleman-Reinhold, 1993
- Psellocoptus Simon, 1896
- Serendib Deeleman-Reinhold, 2001
- Sphecotypus O. P.-Cambridge, 1895
- Supunna Simon, 1897

- Corinninae

- Abapeba Bonaldo, 2000
- Abdosetae
- Attacobius Mello-Leitão, 1925
- Austrophaea Lawrence, 1952
- Corinna C. L. Koch, 1841
- Creugas Thorell, 1878
- Crinopseudoa Jocqué & Bosselaers, 2011
- Ecitocobius Bonaldo & Brescovit, 1998
- Erendira Bonaldo, 2000
- Falconina Brignoli, 1985
- Lessertina Lawrence, 1942
- Mandaneta Strand, 1932
- Megalostrata Karsch, 1880
- Methesis Simon, 1896
- Oedignatha Thorell, 1881
- Parachemmis Chickering, 1937
- Paradiestus Mello-Leitão, 1915
- Procopius Thorell, 1899
- Pseudocorinna Simon, 1910
- Septentrinna Bonaldo, 2000
- Simonestus Bonaldo, 2000
- Stethorrhagus Simon, 1896
- Tapixaua Bonaldo, 2000
- Tupirinna Bonaldo, 2000
- Xeropigo O. P.-Cambridge, 1882

- Phrurolithinae

- Ablator Petrunkevitch, 1942 † (fossil, oligocene)

- Ablator lanatus (Petrunkevitch, 1958) †
- Ablator triguttatus (Koch & Berendt, 1854) †

- Drassinella Banks, 1904
- Hortipes Bosselaers & Ledoux, 1998
- Liophrurillus Wunderlich, 1992
- Orthobula Simon, 1897
- Phonotimpus Gertsch & Davis, 1940
- Phrurolinillus Wunderlich, 1995
- Phrurolithus C. L. Koch, 1839 (69 recent species)

- Phrurolithus extinctus Petrunkevitch, 1958 †
- Phrurolithus fossilis Petrunkevitch, 1958 †
- Phrurolithus ipseni Petrunkevitch, 1958 †

- Phruronellus Chamberlin, 1921
- Phrurotimpus Chamberlin & Ivie, 1935
- Piabuna Chamberlin & Ivie, 1933
- Scotinella Banks, 1911

- Trachelinae

- Austrachelas Lawrence, 1938
- Brachyphaea Simon, 1895
- Cetonana Strand, 1929
- Meriola Banks, 1895
- Paccius Simon, 1897
- Pronophaea Simon, 1897
- Pseudoceto Mello-Leitão, 1929
- Spinotrachelas Haddad, 2006 (1 sp., Sudáfrica)
- Trachelas L. Koch, 1872
- Trachelopachys Simon, 1897
- Utivarachna Kishida, 1940

- incertae sedis

- Arushina Caporiacco, 1947
- Cycais Thorell, 1877
- Ianduba Bonaldo, 1997
- Koppe Deeleman-Reinhold, 2001
- Olbus Simon, 1880
- Otacilia Thorell, 1897
- Scorteccia Caporiacco, 1936
- Thysanina Simon, 1910